# Carex tangii
Carex tangii är en halvgräsart som beskrevs av Georg Kükenthal. Carex tangii ingår i släktet starrar, och familjen halvgräs. Inga underarter finns listade i Catalogue of Life.